# Rubens Sambueza
Rubens Oscar Sambueza (ur. 1 stycznia 1984 w Neuquén) – argentyński piłkarz z obywatelstwem meksykańskim występujący na pozycji skrzydłowego lub ofensywnego pomocnika, trener piłkarski, od 2024 roku zawodnik Camioneros.
Jego brat Fabián Sambueza również jest piłkarzem.

## Kariera klubowa
Sambueza jest wychowankiem akademii piłkarskiej jednego z najbardziej utytułowanych klubów w kraju – Club Atlético River Plate ze stołecznego Buenos Aires, do której dołączył w wieku dwunastu lat za rekomendacją jednego z łowców talentów. Do seniorskiej drużyny został włączony jako dziewiętnastolatek przez chilijskiego trenera Manuela Pellegriniego i w argentyńskiej Primera División zadebiutował 30 listopada 2003 w przegranym 0:2 spotkaniu z Lanús. W tym samym roku dotarł z River do finału rozgrywek Copa Sudamericana. Pierwszego gola w najwyższej klasie rozgrywkowej strzelił 29 lutego 2004 w wygranej 3:2 konfrontacji z Newell's Old Boys. Wówczas także, podczas wiosennych rozgrywkach Clausura 2004, zdobył z drużyną prowadzoną przez Leonardo Astradę tytuł mistrza Argentyny. Nie potrafił sobie jednak wywalczyć pewnego miejsca w wyjściowej jedenastce i przez cały swój pobyt w River pełnił przeważnie rolę rezerwowego.
Latem 2007 Sambueza za sumę 100 tysięcy dolarów został wypożyczony z opcją wykupu do meksykańskiej drużyny Pumas UNAM ze stołecznego miasta Meksyk. W meksykańskiej Primera División zadebiutował 5 sierpnia 2007 w zremisowanym 1:1 meczu z Guadalajarą, natomiast premierową bramkę strzelił 14 października tego samego roku w wygranym 3:0 pojedynku z Tigres UANL. Szybko został podstawowym zawodnikiem drużyny i w jesiennym sezonie Apertura 2007 wywalczył z nią wicemistrzostwo Meksyku, a ogółem w barwach Pumas występował przez rok. W sierpniu 2008 udał się na kolejne wypożyczenie, tym razem do brazylijskiego zespołu CR Flamengo z Rio de Janeiro, który za jego transfer zapłacił 200 tysięcy dolarów. W Campeonato Brasileiro Série A zadebiutował 31 sierpnia 2008 w zremisowanych 2:2 derbach miasta z Fluminense FC. We Flamengo grał ostatecznie przez sześć miesięcy, nie odnosząc większych sukcesów i będąc głównie rezerwowym piłkarzem ekipy.
W lipcu 2009 Sambueza ponownie wyjechał do Meksyku, tym razem na zasadzie wypożyczenia zasilając tamtejszą drużynę Estudiantes Tecos z siedzibą w Guadalajarze. Tam z miejsca został kluczowym zawodnikiem zespołu i w 2010 roku zajął z nią drugie miejsce w rozgrywkach kwalifikacyjnych do Copa Libertadores – InterLidze. Po upływie roku zarząd Tecos zdecydował się wykupić go na stałe za sumę miliona dolarów. Barwy ten drużyny reprezentował jeszcze przez kolejne dwa lata, jednak mimo udanych występów i zagwarantowanego miejsca w pierwszym składzie nie zdołał zanotować żadnych osiągnięć, a na koniec rozgrywek 2011/2012 spadł ze swoją ekipą do drugiej ligi. Sam pozostał jednak w najwyższej klasie rozgrywkowej, za 4,5 miliona dolarów przechodząc do prowadzonej przez Miguela Herrerę – swojego byłego trenera z Tecos – stołecznej drużyny Club América, gdzie od razu został jednym z podstawowych piłkarzy. W wiosennym sezonie Clausura 2013 zdobył z tym klubem tytuł mistrza Meksyku, natomiast w październiku 2013 otrzymał meksykańskie obywatelstwo.
Podczas jesiennych rozgrywek Apertura 2013 Sambueza wywalczył z Américą wicemistrzostwo kraju, zaś rok później, w sezonie Apertura 2014, po raz drugi w karierze zdobył mistrzostwo Meksyku, mając niepodważalne miejsce w taktyce trenera Antonio Mohameda. W międzyczasie został mianowany kapitanem zespołu. W 2015 roku zajął drugie miejsce w krajowym superpucharze – Campeón de Campeones, a także triumfował w najbardziej prestiżowych rozgrywkach Ameryki Północnej – Lidze Mistrzów CONCACAF. Dzięki temu wziął udział w Klubowych Mistrzostwach Świata, gdzie uplasował się z Américą na piątej lokacie. W 2016 roku po raz drugi z rzędu wygrał z Américą północnoamerykańską Ligę Mistrzów, zostając również wybranym najlepszym graczem tej edycji turnieju.
| Sezon     | Klub              | Kraj      | Rozgrywki        | Mecze | Bramki |
| --------- | ----------------- | --------- | ---------------- | ----- | ------ |
| 2003/2004 | CA River Plate    | Argentyna | Primera División | 13    | 1      |
| 2004/2005 | CA River Plate    | Argentyna | Primera División | 20    | 1      |
| 2005/2006 | CA River Plate    | Argentyna | Primera División | 6     | 1      |
| 2006/2007 | CA River Plate    | Argentyna | Primera División | 10    | 0      |
| 2007/2008 | Pumas UNAM        | Meksyk    | Liga MX          | 35    | 4      |
| 2008      | CR Flamengo       | Brazylia  | Série A          | 7     | 0      |
| 2008/2009 | CA River Plate    | Argentyna | Primera División | 0     | 0      |
| 2009/2010 | Estudiantes Tecos | Meksyk    | Liga MX          | 27    | 2      |
| 2010/2011 | Estudiantes Tecos | Meksyk    | Liga MX          | 30    | 1      |
| 2011/2012 | Estudiantes Tecos | Meksyk    | Liga MX          | 29    | 6      |
| 2012/2013 | Club América      | Meksyk    | Liga MX          | 33    | 6      |
| 2013/2014 | Club América      | Meksyk    | Liga MX          | 36    | 9      |
| 2014/2015 | Club América      | Meksyk    | Liga MX          | 32    | 1      |
| 2015/2016 | Club América      | Meksyk    | Liga MX          | 35    | 4      |
| 2016/2017 | Club América      | Meksyk    | Liga MX          |       |        |

## Kariera reprezentacyjna
W 2001 roku Sambueza został powołany przez szkoleniowca Hugo Tocallego do reprezentacji Argentyny U-17 na Mistrzostwa Świata U-17 na Trynidadzie i Tobago. Tam pozostawał jednak wyłącznie rezerwowym drużyny i rozegrał tylko jedno spotkanie. Jego drużyna – w której występowali również zawodnicy tacy jak Javier Mascherano, Carlos Tévez, Pablo Zabaleta czy Maxi López – z juniorskiego mundialu odpadła ostatecznie w półfinale wskutek porażki z późniejszym triumfatorem – Francją (0:1), zajmując trzecie miejsce w rozgrywkach. Występ na mistrzostwach uniemożliwił mu późniejsze występy w reprezentacji Meksyku, po otrzymaniu obywatelstwa tego kraju.